# Ibn al-Arif
Pour les articles homonymes, voir al-Arif.
 (janvier 2015).
Si vous disposez d'ouvrages ou d'articles de référence ou si vous connaissez des sites web de qualité traitant du thème abordé ici, merci de compléter l'article en donnant les références utiles à sa vérifiabilité et en les liant à la section « Notes et références ».
Ibn al-Arif ou Al-Urruf, de son vrai nom Abul Abbas Ahmad Ibn Mohammed Ibn Musa Ibn Ata Allah al-Mariyyi al-Sanhaji (23 juillet 1088, Almeria - 1141, Ceuta) est un Soufi andalou. Il est un des fondateurs de l'école soufi (ou Tariqa), basée sur les enseignements de Ibn Masarra.

## Biographie
Son père, originaire de Tanger, faisait partie de la tribu des Sanhadja. Il fut gardien nocturne (d’où le nom d’Ibn al-‘Arīf, « fils du gardien » pour son enfant) puis fit partie de la garnison de la Qaṣba à la cour d’al-Mutasīn. 
Très jeune, Abū l-‘Abbās  fut placé comme apprenti chez un tisserand mais il manifesta une répugnance pour tout ce qui n’était pas l’étude du Coran et les traditions prophétiques. En dépit de la désapprobation de son père, il étudia la science religieuse mais aussi philologique et poétique qu’il enseignera à son tour à Alméria, Saragosse et Valence.
Ibn al-‘Arīf était alors connu aussi pour son talent de calligraphe mais c’est par sa connaissance de la jurisprudence islamique et sa spiritualité qu’il est resté dans les mémoires. 
Almeria était le foyer du soufisme et ibn al-‘Arīf s’y rattacha mais on ignore quels furent ses maîtres. 
Il eut de très nombreux disciples engendrant la crainte du sultan almoravide ‘Alī qui le fit persécuter. Ce fut le cadi d’Alméria, ibn al-’Aswad, jaloux du succès du shaykh, qui le dénonça. Le sultan ordonna alors qu’Ibn al-‘Arīf se rendit à Marrakech où il arriva enchainé mais fut très vite, non seulement libéré par le sultan, mais traité avec bienveillance et respect. Ce dont ibn al-‘Arīf ne profita guère car il mourut bientôt, selon certains de ses biographes, à la suite d'un empoisonnement, et selon d’autres de maladie, en 1141. De même ceux-ci divergent quant au lieu de sa mort, Marrakech pour les uns et Ceuta pour les autres, bien que tous soient d’accord sur le fait que le saint ait été enterré dans la première.
Ibn al-‘Arīf  est connu en tant que saint, ascète et maître spirituel. 

## Œuvre
Parmi ses œuvres on peut citer le Mahāsin al Majālis consacré aux différentes demeures (manāzil) de la vie spirituelle et à laquelle ibn ‘Arabī se réfère à plusieurs reprises.